# Fantasma per amore (film 1993)
Fantasma per amore (My Boyfriend's Back) è un film del 1993 diretto da Bob Balaban.